# Монтиньи-сюр-Об
Монтиньи́-сюр-Об (фр. Montigny-sur-Aube) — коммуна во Франции, находится в регионе Бургундия. Департамент коммуны — Кот-д’Ор. Входит в состав кантона Монтиньи-сюр-Об. Округ коммуны — Монбар.
Код INSEE коммуны — 21432.

## Население
Население коммуны на 2010 год составляло 311 человек.
| 1962 | 1968 | 1975 | 1982 | 1990 | 1999 | 2010 |
| ---- | ---- | ---- | ---- | ---- | ---- | ---- |
| 505  | 501  | 451  | 387  | 333  | 343  | 311  |

## Экономика
В 2010 году среди 186 человек трудоспособного возраста (15—64 лет) 132 были экономически активными, 54 — неактивными (показатель активности — 71,0 %, в 1999 году было 65,7 %). Из 132 активных жителей работали 113 человек (63 мужчины и 50 женщин), безработных было 19 (9 мужчин и 10 женщин). Среди 54 неактивных 11 человек были учениками или студентами, 26 — пенсионерами, 17 были неактивными по другим причинам.